# Basket Lattes Montpellier Agglomération
Il Basket Lattes Montpellier Agglomération è una società femminile di pallacanestro di Lattes, fondata nel 1974.

## Palmarès
- Campionato francese: 2

2014, 2016
- Coppa di Francia: 5

2011, 2013, 2015, 2016, 2021